# Велика Босна
Велика Босна је термин којим се означава бошњачки политички концепт стварања увећане државе Босне, у чије би границе поред подручја Босне и Херцеговине требало укључити и делове суседних држава Србије, Црне Горе и Хрватске. Поборници великобосанског пројекта темеље своје замисли на повратном псеудо-историјском тумачењу регионалне босанске прошлости, уз позивање на "обнову" Босне у границама некадашњег Босанског пашалука, односно у границама средњовековне босанске државе из времена бана и краља Стефана Твртка I.

## Композиција Велике Босне
По овом концепту Велика Босна би укључивала сљедеће три јединице: 
- Босну и Херцеговину, међународно признату државу са својим границама;
- Источну Босну, која би укључивала територије гдје је муслиманско становништво било већинско прије 1867, са градовима као што су Београд, Смедерево, Ужице, Шабац...
- Зета—Санџак, која би укључивала територије: 
  - Новопазарског санџака, који је остао под влашћу Босанског пашалука све до 1878, и под Османским царством до 1912, са релативном Бошњачком већином све до данас;
  - Велики дио Метохије, гдје су муслимани чинили добар дио становништва, као што је Пећ, Призрен, Гора ...
  - Зета, која би укључивала дијелове Црне Горе, гдје су муслимани чинили већину до 1878. у практично свим већим градовима: Подгорица, Никшић, Колашин, Бар...
  - Дубровник и Которски залив, пошто су дијелови Которског залива остали под Социјалистичком Републиком БиХ све до 1947, док би Дубровник са околином био кориштен као веза између Неумске луке и лука на обали Зете.